# Sarvangasana

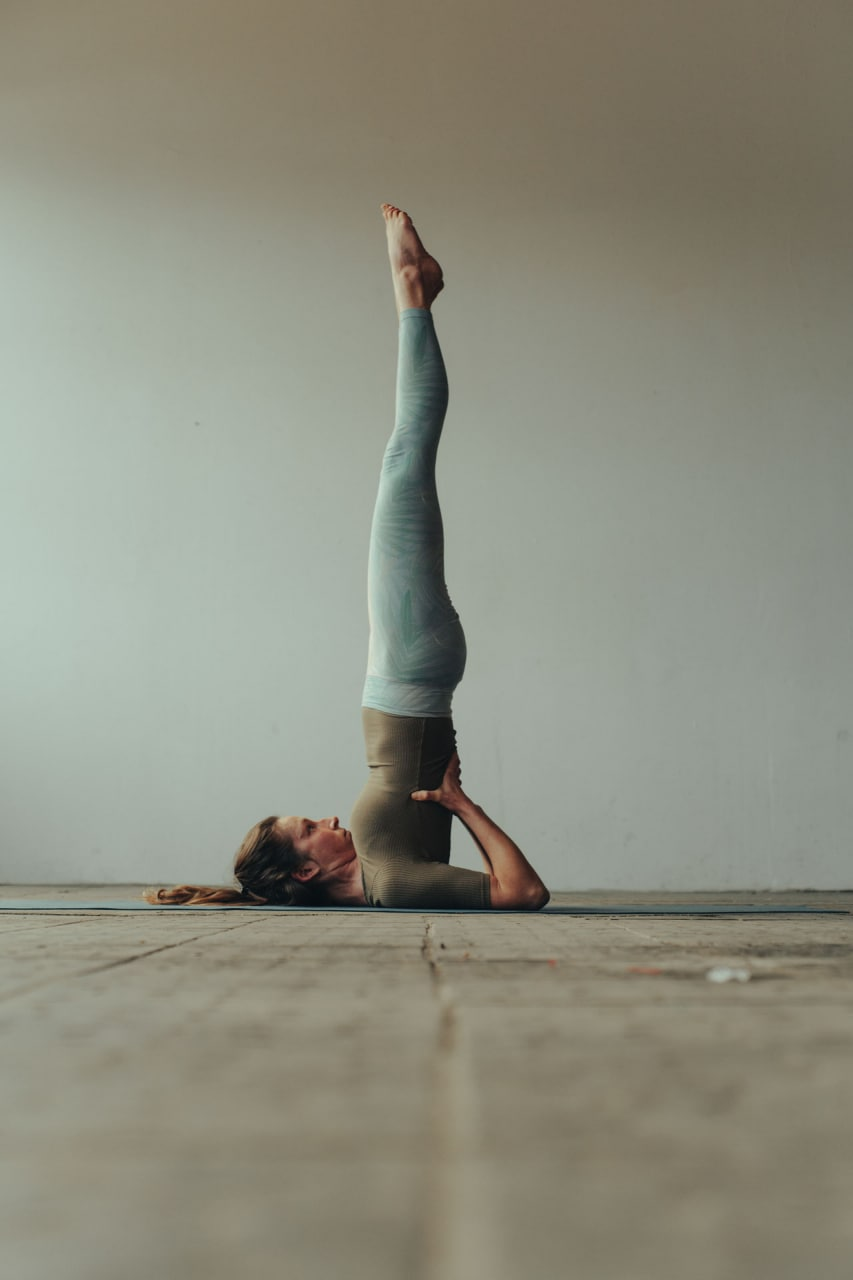
Sarvangasana (Schulterstand)

Sarvangasana (Sanskrit सर्वाङ्गासन, IAST sarvāṅgāsana), deutsch Schulterstand oder umgangssprachlich Kerze, ist eine der Hauptübungen des Hatha Yoga und gehört zur Kategorie der Umkehrstellungen. Der Sanskritname sarvāṅgāsana setzt sich aus den Wörtern sarva „alles“, aṅga „Glied“ oder „Körperteil“ und āsana „Sitz“ oder allgemeiner übersetzt „Körperhaltung“ zusammen.
In der Rishikesh-Reihe, wie sie André van Lysebeth beschreibt, ist der Schulterstand die erste Stellung. Im Ashtanga Vinyasa Yoga wird er am Anfang der Abschlusssequenz praktiziert.

## Vorbemerkungen
In den Hauptschriften des Hatha Yoga, der Hathapradipika (verfasst im 14. Jhd.) und der Gherandasamhita (wahrscheinlich verfasst im 17. Jhd.) ist Sarvangasana noch nicht erwähnt. Heute ist diese Asana jedoch eine wichtige Stellung in nahezu allen Yogatraditionen.
In einigen Yogarichtungen wird Sarvangasana auch mit Salamba Sarvangasana benannt. Das Wort sālamba bedeutet „mit Stütze“ und bezieht sich auf den stützenden Einsatz der Hände.

## Körperliche Ausführung

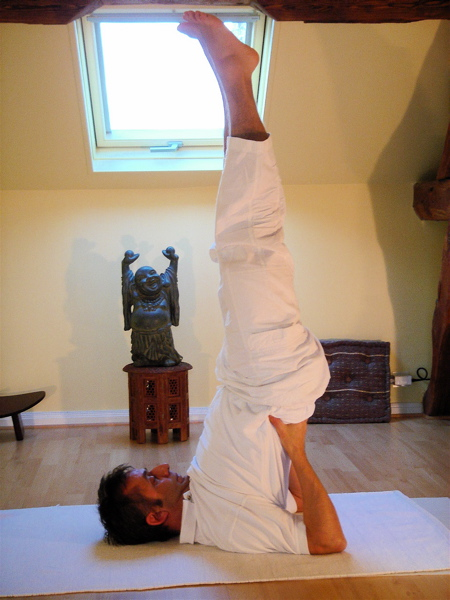
Sarvangasana

Der Ausgang für den Schulterstand ist die Rückenlage mit gestreckten geschlossenen Beinen. Die Hände liegen an den Seiten der Beine, die Handflächen sind nach unten gerichtet.
B. K. S. Iyengar lehrt, dass Anfänger nun die Knie beugen können und die angewinkelten Beine nach hinten führen. Der Rumpf richtet sich senkrecht nach oben auf und die Hände unterstützen den Rücken. Die Beine werden dann gerade hochgestreckt und die Zehen nach oben gerichtet. Fortgeschrittene lassen die Beine während der gesamten Bewegung bis in die Endstellung gestreckt und unterstützen die Dynamik, indem sie die Handflächen sanft gegen den Boden drücken.
Um den Rücken gut aufrichten zu können, ist nach Erling Petersen die Position der Ellbogen zu beachten. Diese schiebe man „so weit wie möglich zusammen“. Die Lage der Hände sieht er ebenso als ausschlaggebend für die Endhaltung an. Sie sollen den Rücken nicht „irgendwo in der Kreuzgegend“ unterstützen, sondern „so nahe wie möglich bei den Schulterblättern.“
Das Sivananda Yoga Vedanta Zentrum präzisiert die Position der Finger: „Die Daumen zeigen nach vorn, die Finger liegen am Rücken.“
Swami Sivananda sagt: „Diese Übung muss graziös gemacht werden.“ Er beschreibt, dass Nacken, Hinterkopf und Schultern den Boden berühren. Der Körper darf sich keinesfalls hin und her bewegen. Beim Verlassen der Übung „nehme man die Beine langsam und leicht herunter. Man vermeide jeden plötzlichen Ruck.“
In Bezug auf den Atem unterrichtet André van Lysebeth, dass dieser beim Aufrichten des Körpers in die Umkehrstellung des Schulterstands „ruhig und ohne Stocken“ strömen soll. Selvarajan Yesudian empfiehlt, deswegen die Beine und den Rücken „während des Ausatmens“ zu heben.

## Führung der Aufmerksamkeit in der Übung
In der sogenannten statischen, also stillstehenden Endposition der Stellung lässt André van Lysebeth die Aufmerksamkeit auf die vollkommene Unbeweglichkeit des Körpers oder auf das gleichmäßige Fließen des Atems richten.
Swami Kriyananda regt seine Schüler an, in der Endstellung folgende Affirmation zu denken: „Gottes Frieden durchströmt nun mein ganzes Sein.“
Die Aufmerksamkeit kann auch auf einen Gedanken über die seelische Bedeutung von Sarvangasana gerichtet werden:

## Gesundheitliche Aspekte
Swami Vishnu-Devananda arbeitet heraus, dass im Schulterstand durch den Druck des Brustbeins gegen das Kinn die Schilddrüse reichlich mit frischem Blut versorgt wird. Dadurch regulieren sich auf sanfte Art etwaige Veränderungen in der gesunden Funktion dieser wichtigen Drüse des endokrinen Systems.
„Durch die umgekehrte Haltung wird Stauungen in Blutgefäßen und Eingeweiden entgegengewirkt,“ sagt André van Lysebeth.
Aus langjähriger Erfahrung teilt B. K. S. Iyengar mit: „Es ist keine Übertreibung, wenn man behauptet, dass ein Mensch, der regelmäßig Sarvangasana übt, neue Kräfte und Stärke entwickelt und fröhlich und voller Vertrauen ist. Neues Leben strömt in ihn ein.“